# إريك برايس (لاعب كريكت)
اريك برايس (27 أكتوبر 1918 في المملكة المتحدة - 13 يوليو 2002 في المملكة المتحدة) (بالإنجليزية: Eric Price)‏ هو لاعب كريكت بريطاني (وحمل سابقاً جنسية المملكة المتحدة لبريطانيا العظمى وأيرلندا). لعب مع نادي مقاطعة لانكشر للكريكت ‏ ونادي مقاطعة ساسكس للكريكت ‏.

## وصلات خارجية
- اريك برايس على موقع إي آس بي آن كريك إنفو (الإنجليزية)